# 加蚋廣照宮
廣照宮，全名「財團法人臺北市廣照宮」，位於臺灣臺北市萬華區(原雙園區，後併入萬華區)，為主祀飛天大聖之道教廟宇。
奉祀神祇：鎮殿：飛天大聖。偏殿：文昌殿。偏殿：武財神殿。偏殿：南斗星君殿。偏殿：北斗星君殿。廟外：五營將軍。凌霄寶殿(正殿)：三官大帝及後層玉皇大帝。

建於1949年，今為位於萬華區壽德里長泰街54號之傳統廟宇建築。另外，該廟宇的組織型態為財團法人制，祭典日期則是每年農曆之九月初一。
1720年加蚋仔泉州府同安縣新安鄉十二都亭嶼營堡蘇營社移民，由原鄉的皇渡庵迎張聖者醫神飛天大聖分靈，祈求保佑蒼生，平息瘟疫，原為神明會制度，由「八張犁」、「後庄仔」、「下庄仔」、「港仔尾」、「堀仔頭」等五個角頭之士紳輪流供奉，1945年日本二戰投降，國民政府接管臺灣，有建廟之議。
1947年開始募款建廟，但因國民政府處政失當。於1949年再次重新募款，初建平房，1960年方完成新建廟宇，2014年3月曾舉辦入火安座十週年三朝福醮。
2022年9月26日飛天大聖誕辰，總統蔡英文獻匾「惠濟群生」於加蚋廣照宮。